# Joe Vaněk
Joe Vaněk je operní scénograf a divadelní režisér. 

## Činnost
V roce 1984 začal pracovat v Irsku, kde se dostal do povědomí díky své práci na hrách Briana Friela. Byl dvakrát nominován na cenu Tony Award na Broadwayského divadla za návrh scény ke hře Dancing at Lughnasa. 
V letech 1994 až 1997 byl vedoucím designu v Abbey Theatre, kde designoval řadu her Franka McGuinnesse, Toma Kilroye, Toma MacIntyra, Toma Murphyho a Hugha Leonarda.
Poté pracoval pro Simpson Fox Associates, kdy se podílel na řadě divadelních a operních inscenací, včetně The Mines of Sulphur na mezinárodním operním festivalu ve Wexfordu v roce 2008 a Medea at the operním festivalu Glimmerglassu v roce 2011.
Díky svým znalostem dějin jevištního umění, je také jedním z přispěvatelů do Irish Museum of Modern Art.